# Paracoptops basalis
Paracoptops basalis là một loài bọ cánh cứng trong họ Cerambycidae.